# Дежурный по железнодорожной станции

Дежурный по железнодорожной станции (ДСП — Дежурный сменный помощник начальника станции) — штатная должность на железнодорожном транспорте, сменный (12-часовой сменный график работы при круглосуточной работе станции) помощник начальника железнодорожной станции, который единолично распоряжается приемом, отправлением и пропуском поездов по железнодорожной станции и контролем поездов на прилегающих к станции перегонах, а также руководит маневровыми передвижениями в пределах одного раздельного пункта сети железных дорог. В отличие от начальника станции, на которого возложено общее руководство станцией, дежурный по станции руководит оперативной работой на станции.
Дежурными по железнодорожным станциям назначаются лица имеющие профильное средне-техническое или высшее образование и определённый стаж профильной работы. Должность дежурного по станции является одной из основополагающих влияющих на безопасность движения поездов и эффективность работы станции, в связи с чем к ним предъявляются определённые требования к уровню теоретического знания, практическому опыту работы, в том числе при нестандартных ситуациях. С целью снижения человеческого фактора и снижения психологических нагрузок, рабочее место дежурных по станции автоматизируется. Автоматизация работы в свою очередь приводит и к необходимости учитывания инженерной психологии дежурных по станциям, как и диспетчеров.
Первоначально, управление движением дежурными осуществлялось при помощи свето-звуковых сигналов передаваемых машинистам, стрелочникам (фонари, флажки, свистки, рожки, колокол), а также информация пассажирам об отправлении пассажирского поезда. В дальнейшем с развитием техники, часть информации передавалась по телефону, радиосвязи, громкой связи (громкоговорители). С внедрением электрической централизации и блокировки, управление устройствами СЦБ и стрелочными переводами начало осуществляться с пульта-табло с мнематической схемой путей станции. В дальнейшем, c началом использования микропроцессорной централизации, громоздкие пульты-табло начали заменяться автоматизированными рабочими местами (АРМ ДСП).
В своей работе дежурный по станции руководствуется строгим соблюдением ПТЭ и ТРА станции. При осуществлении оперативного руководства перевозочным процессом, дежурный по станции согласует свои действия с поездным диспетчером (ДНЦ) диспетчерского центра управления перевозками (ДЦУП) и выполняет его указания. Также производится уточнение и согласование некоторых вопросов управления с дежурными соседних станций. До внедрения телеграфной и телефонной связи на железных дорогах, движение поездов по перегонам осуществлялось по письменному извещению дежурных соседних станций (на однопутных дорогах) и с разграничением по времени необходимом поезду на преодоление перегона (на двухпутных дорогах). Данный способ в дальнейшем имел значение только как резервный, в случае полного выхода из строя средств связи и сигнализации. С внедрением проводной связи, разграничение отправки поездов осуществлялось по расстоянию, очередной поезд на перегон отправлялся только после подтверждения дежурным следующей станции о прибытии с перегона предыдущего поезда на станцию. Более усовершенствованным типом такой системы, исключающий человеческий фактор вызванный ошибкой дежурного по станции, стрелочников, являлась электрожезловая система (ЭЖС). С внедрением полуавтоматической блокировки, открыть сигнал на следование поезда на перегон мог только дежурный по станции при правильно построенном маршруте, отсутствии поезда на этом перегоне и при разблокировке перегона дежурным следующей станции после принятия предыдущего поезда. В дальнейшем была внедрена автоматическая блокировка.
В случаях, когда на крупной станции имеется несколько районов управления (маневровых районов), на каждый район управления ставится отдельный ДСП (обычно в таких случаях дежурный по парку (к примеру, ДСПП, ДСПО, ДСПФ, ДСПГ) или оператор маневрового района имеющие общее подчинение дежурному по станции). При этом управление устройствами СЦБ на каждом районе управления осуществляется либо с одного пульта, разделенного на секции, либо на каждом районе управления устанавливают отдельный пост электрической централизации.
На некрупной промежуточной станции, при оборудовании автоматикой, управление движением может быть осуществлено непосредственно поездным диспетчером без дежурного по станции при помощи диспетчерской централизации (диспетчерское управление станцией), а также дежурным соседней станции со сменной работой дежурных, в нерабочее время в отношении железнодорожной станции в которой отсутствует круглосуточная работа дежурных по станции. На участках дорог, где отсутствуют диспетчерская централизация, оперативная обстановка диспетчерами получается у дежурных по станциям.
В распоряжении дежурного по железнодорожной станции находятся локомотивы, вагоны, а также иной специализированный подвижной состав, восстановительные, снегоуборочные и пожарные поезда, постоянные устройства пути, сигнализации, связи и т. п.
Помимо работы, связанной с управлением движением поездов, ДСП также занимается ведением документации, связанной с движением поездов.
Для того, чтобы дежурный по станции мог беспрепятственно выполнять свою работу, для него оборудуют пост электрической централизации.
Дежурного по станции не следует путать с дежурным по вокзалу, горке или переезду.
По той же системе работает и дежурный по станции метрополитена. Его обязанность контролировать вход и выход пассажиров, а на станциях глубокого заложения и поведение пассажиров на эскалаторе. С помощью специальных диэлектрических клещей Дежурный по станции метрополитена может без снятия напряжения с контактного рельса, поднимать предметы, которые пассажиры роняют на путь.
Дежурный по станции несёт персональную ответственность, если его (её) действия или бездействия имеют опасные последствия.